# Meliturgula flavida
Meliturgula flavida är en biart som först beskrevs av Heinrich Friese 1913.  Meliturgula flavida ingår i släktet Meliturgula och familjen grävbin. Inga underarter finns listade i Catalogue of Life.